# Купелів
Купелі́в — село в Україні, у Тлумацькій міській громаді Івано-Франківського району Івано-Франківської області. До 2020 орган місцевого самоврядування — Нижнівська сільська рада. Населення становить 39 осіб (станом на 2001 рік). 
Село розташоване на півночі району, за 8,8 кілометра від  центру громади.

## Географія
Село Купелів лежить за 8,8 км на північний схід від центру громади, фізична відстань до Києва — 408,8 км.

## Історія
12 червня 2020 року, відповідно до Розпорядження Кабінету Міністрів України  № 714-р «Про визначення адміністративних центрів та затвердження територій територіальних громад Івано-Франківської області», увійшло до складу Тлумацької міської громади.
17 липня 2020 року, в результаті адміністративно-територіальної реформи та ліквідації Тлумацького району, село увійшло до складу новоутвореного Івано-Франківського району.

## Населення
Станом на 1989 рік у селі проживали 60 осіб, серед них — 20 чоловіків і 40 жінок.
За даними перепису населення 2001 року у селі проживали 39 осіб. Рідною мовою назвали:
| Мова       | Кількість осіб | Відсоток |
| ---------- | -------------- | -------- |
| українська | 39             | 100,00%  |

## Політика
Голова сільської ради — Прокопів Василь Васильович, 1972 року народження, вперше обраний у 2010 році. Інтереси громади представляють 16 депутатів сільської ради:
| Партія                      | Кількість депутатів | Відсоток |
| --------------------------- | ------------------- | -------- |
| «Наша Україна»              | 8                   | 50,00%   |
| самовисування               | 7                   | 43,75%   |
| Народно-демократична партія | 1                   | 6,25%    |